# Mokrá Lúka
Mokrá Lúka (allemand : Nassewiese,  hongrois : Vizesrét) est un village de Slovaquie situé dans la région de Banská Bystrica.

## Histoire
La première mention écrite du village date de 1427.

## Démographie

### Évolution de la population
| Année:               | 1994. | 2004.    | 2014.   | 2024.   |
| -------------------- | ----- | -------- | ------- | ------- |
| Nombre de personnes: | 458   | 536      | 513     | 545     |
| Différence:          |       | +17,03 % | -4,29 % | +6,23 % |

| Année:               | 2023. | 2024.   |
| -------------------- | ----- | ------- |
| Nombre de personnes: | 557   | 545     |
| Différence:          |       | -2,15 % |